# Jiří Grygar

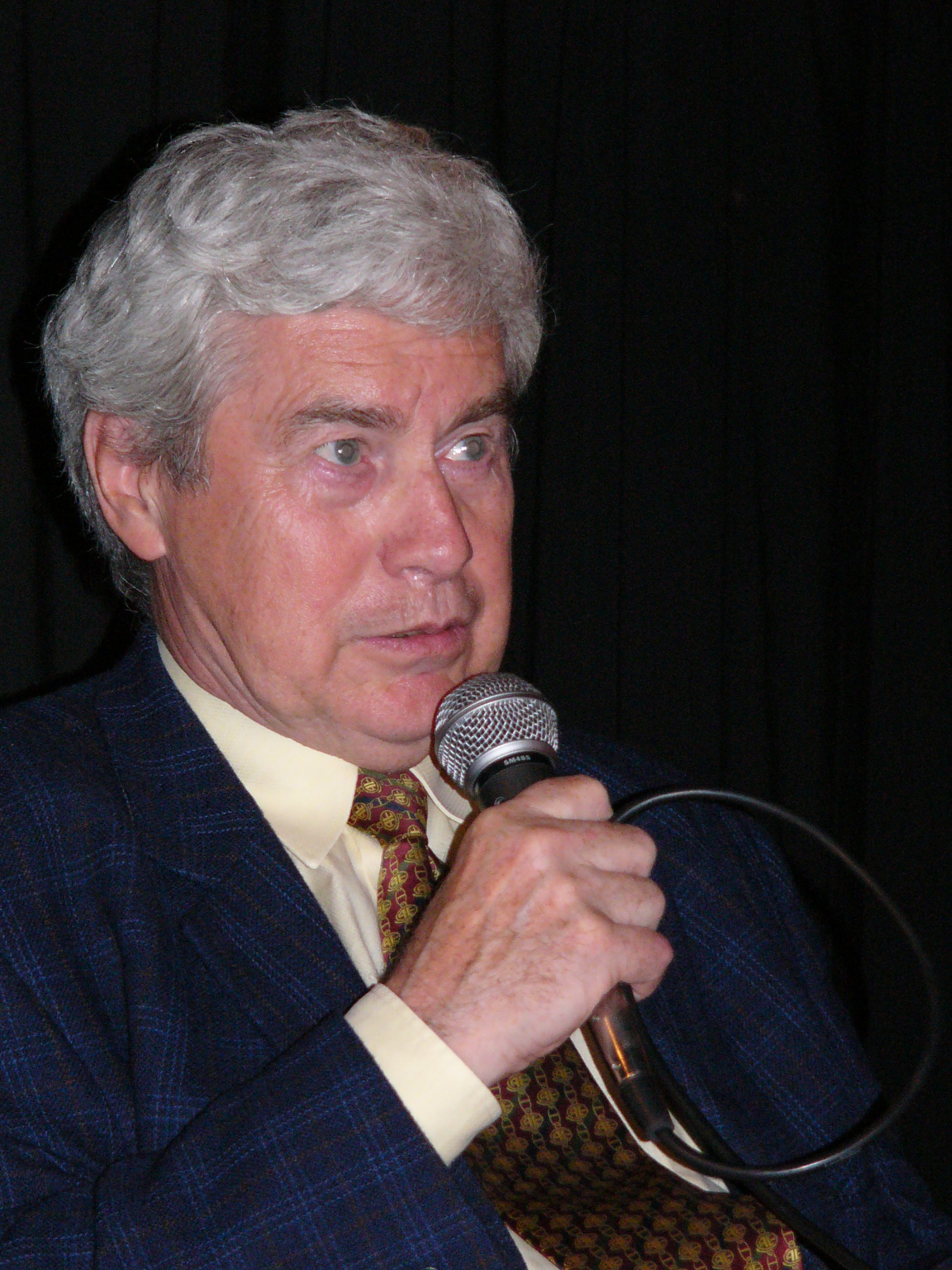
Jiří Grygar (2006)

Jiří Grygar (ur. 17 marca 1936 w Heinrichsdorfie) – czeski astronom, popularyzator nauki i laureat Nagrody Kalinga (1996). Deklaruje się jako Ślązak.

## Kariera
Urodził się w rodzinie czechosłowackiego celnika Josefa Grygara. Po ukończeniu studiów fizyki na Uniwersytecie Masaryka w Brnie i astronomii na Uniwersytecie Karola w Pradze pracował w Instytucie Astronomicznym Akademii nauk na Katedrze Astronomii Gwiazd w Ondřejovie. Dwadzieścia lat później przeniósł się do Instytutu Fizyki katedry Fizyki Niskich Temperatur w Řežy, gdzie przebywał przez ponad dziesięć lat. Wkrótce po aksamitnej rewolucji dołączył do katedry Fizyki Wysokich Energii tej samej uczelni. Od 1992 do 1998 roku Grygar przewodniczył Czeskiemu Towarzystwu Astronomicznemu. Przewodniczył także Radzie Czeskiej Telewizji i sekcji nauki i filozofii Europejskiego Klubu Kultury. Jest członkiem kolegiów redakcyjnych czasopism Říše hvězd, Vesmír, Universum i Omega.
Jiří Grygar jest doktorem astrofizyki. Jego praca koncentruje się na materii międzyplanetarnej (meteoryty, komety), pociemnieniu brzegowym w atmosferach gwiazd, bliskich układach podwójnych gwiazd, gwiazdach nowych, gwiazdach chemicznie osobliwych i teledetekcji.
W latach 2004–2008 Jiří Grygar był prezesem Towarzystwa Naukowego Republiki Czeskiej, stowarzyszenia wiodących naukowców w kraju.

## Wystąpienia publiczne
Jiří Grygar jest dobrze znany publiczności w Czechach i na Słowacji z serialu telewizyjnego o Wszechświecie pt. Okna vesmíru dokořán (Szeroko otwarte okna Wszechświata; 1982–1990). Jest również zaangażowany w walkę z szarlatanerią w ramach czeskiego klubu sceptyków Sisyfos.
Dr Grygar jest uznanym pisarzem w tematyce relacji między nauką a religią. Jest katolikiem.
We wrześniu 2017 roku będzie prelegentem na odbywającym się we Wrocławiu 17 Europejskim Kongresie Sceptyków.

## Wyróżnienia
Imieniem dr Grygara została nazwana odkryta 26 października 1976 przez czeskiego astronoma Luboša Kohoutka planetoida (3336) Grygar z pasa planetoid.
W 2009 roku otrzymał jedną z najbardziej prestiżowych czeskich nagród naukowych – Česká hlava.W 2010 roku został laureatem nagrody Mensy, posiada też wiele innych nagród.
W 2023 roku został odznaczony Medalem Za Zasługi I stopnia.